# Remache ciego con mandril de estiramiento

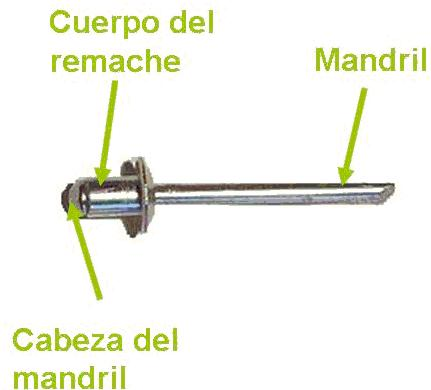
Partes de un remache ciego con mandril de estiramiento.

El remache ciego con mandril de estiramiento es un tipo de unión mecánica permanente clasificado dentro de los remaches ciegos. Permite unir materiales de diferente dureza o densidad y, al igual que el resto del mismo tipo, tiene la ventaja de poder ser instalado en agujeros de unión que solo son accesibles desde una cara. Es el más utilizado de los remaches ciegos, y está formado por el cuerpo del remache y un mandril interior con una cabeza en el extremo ciego.
El proceso de unión consiste en introducir el remache en el agujero de las piezas a unir, y estirar el mandril mientras su cabeza aplasta el cuerpo del remache para formar una cabeza ciega, arrancando finalmente el mandril y permitiendo que la cabeza quede dentro del interior del cuerpo del remache.

## Materiales
Se requiere el uso de varios materiales en un mismo remache ya que el mandril está diseñado para ser más fuerte que el cuerpo, el cual debe ser más dúctil para permitir la expansión de la cabeza sin agrietarse. El material del mandril debe ser lo más compatible posible con el del cuerpo para minimizar los efectos potenciales que puedan producir corrosión.
Como materia prima se utilizan  aleaciones de aluminio, aleaciones cobre-níquel y acero inoxidable. Para la fabricación del mandril también se utiliza aceros al carbono para combinarlos con aceros de bajo contenido en carbono utilizado en la fabricación del cuerpo del remache.
En aplicaciones aeroespaciales, donde se necesita mayor resistencia a altas temperaturas, se utiliza como material el acero inoxidable A286, aunque actualmente, también se fabrican de titanio para reducir el peso.

## Variantes geométricas
Según el tipo de cabeza después del remachado se puede distinguir:
- Cabeza alomada:Es sobresaliente y se apoya en la superficie de una de las piezas que une. Es el tipo de cabeza más versátil, y es capaz de retener todo tipo de materiales excepto los extremadamente suaves y los quebradizos.

- Cabeza avellanada: La cabeza del remache queda enrasada con la superficie de la pieza fijada. Permite unir piezas de mayor espesor.

Según el tipo de mandril se clasifican:
- Mandril pasante: El mandril pasa totalmente a través del cuerpo del remache y lo deforma.

- Mandril retenido: Después del estirado, el mandril se parte por el punto de rotura y queda retenido una parte pequeña de él  dentro del cuerpo del remache.

- Mandril de cabeza perdida: El mandril se rompe próximo a su cabeza y provoca su caída.

- Mandril con punto de rotura a paño: Es aquel que rompe justo por debajo del cuerpo del remache.

- Mandril con punto de rotura enrasado y seguro de retención de cabeza: Rompe por el mismo punto que el tipo anterior, pero además proporciona un bloqueo entre el cuerpo del remache y la cabeza del mandril, obteniendo así una mayor resistencia a cizalladura.

## Aplicaciones
A continuación se nombran algunas de las aplicaciones de este tipo de remaches
- Automoción: Debido al uso actual de aluminio en la fabricación de carrocerías de vehículos, se han comenzado a utilizar remaches ciegos junto con adhesivos en vez de soldadura. Con este procedimiento se obtiene una serie de ventajas: reducción de vibraciones entre piezas, posibilidad de unir piezas muy pequeñas y de diferentes materiales y piezas sensibles al calor, reducción de tiempos de desmontaje…etc.

- Contenedores: Mediante remaches ciegos se sujetan las bisagras de las puertas de los contenedores de transporte.

- Industria metálica: Para la unión de chapas de pequeño espesor en la fabricación de carcasas de máquinas.

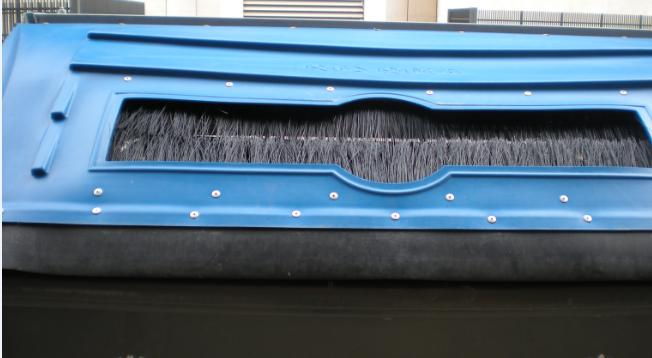
Remaches ciegos en un contenedor para la unión de dos materiales plásticos.

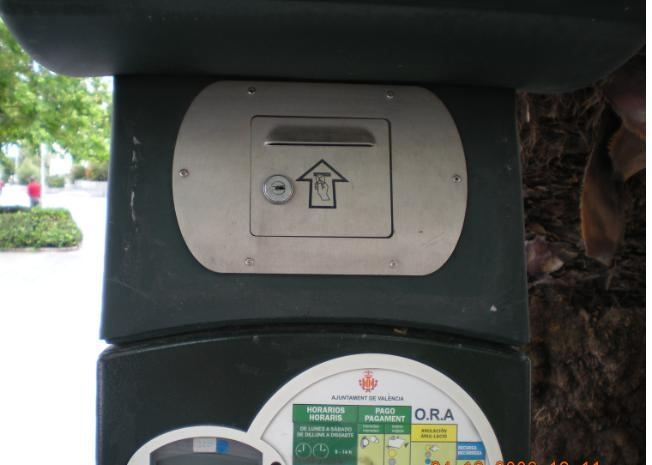
Unión mediante remaches ciegos de una chapa metálica para insertar tarjetas a la carcasa de un parquímetro.

- Electrodomésticos

- Climatización y calefacción

- Ascensores de vehículos

- Tejados y revestimientos

## Características generales
Las principales características de este tipo de remaches son las siguientes:
- Solo es necesario el acceso por una cara.

- Cubre un amplio rango de espesores, de 0,8 mm a 185 mm.

- Están fabricados en diversos materiales, por lo que se adaptan a distintos requerimientos.

- Unión no desmontable, por lo que se tiene que destruir si quiere ser desmontada.

- Posibilidad de unir materiales diferentes.

- No deforman las superficies una vez remachadas, por lo que no afecta a superficies pintadas, esmaltadas...

- Buen comportamiento frente a variaciones de temperatura.

- No se aflojan por acción de vibraciones.

- Montaje rápido y económico, así como uso sencillo de herramientas para su instalación.

- No produce ningún residuo perjudicial, como humos, chispas...

## Propiedades de resistencia
Este tipo de remache ciego está diseñado para soportar cargas de tipo cortante, aunque también existen algunos remaches estructurales capaces de soportar pequeñas fuerzas de tracción.
El esfuerzo que es capaz de soportar depende del material con el que se fabricó. En la tabla inferior se muestran algunos ejemplos de los esfuerzos máximos soportados para diversos materiales de fabricación y diámetros:
| Material cuerpo    | Material mandril | 31,75mm | 39,67mm | 47,63mm | 63,5mm |
| ------------------ | ---------------- | ------- | ------- | ------- | ------ |
| Aluminio 5056      | Aluminio 2017    | 340     | 550     | 760     | 138    |
| Aluminio 2117      | Aluminio 2017    | 350     | 570     | 790     | 1440   |
| Acero bajo carbono | Acero carbono    | 490     | 750     | 1090    | 1970   |
| Aleación Ni-Cu     | Aleación Ni-Cu   | 630     | 970     | 1400    | 2500   |

## Consideraciones de diseño
A continuación se muestran algunas consideraciones de diseño que se deben de tener en cuenta al utilizar este tipo de remaches.
- Espacio libre de la parte trasera: Es la distancia que sobresale la cabeza del mandril cuando el remache es introducido por un lado de la estructura. Esta distancia varía según la medida del remache y el diámetro, y se debe tener en cuenta para su colocación.
- Orificio de llenado: La expansión del remache en su instalación debe permitir llenar el agujero de las piezas a unir, ya que puede quedar suelto e impedir una incorrecta unión.
- Distancia al borde: Se debe tener precaución con la colocación del remache muy próximo al borde de las piezas  a unir. Como regla general se puede ubicar el centro del orificio respecto del borde a una distancia igual al doble del diámetro del remache.
- Cabeza avellanada: Cuando se empleen remaches con cabeza avellanada, se ha de procurar que la longitud del avellanado sea inferior al espesor de una de las piezas a unir, ya que puede producir una reducción de las propiedades de resistencia de la unión.

## Herramientas de instalación
El principio de funcionamiento del remache ciego requiere el uso de una  herramienta específica de instalación que sea capaz de sostener el cuerpo del remache mientras se estira del mandril, y además debe ser compatible con el tipo de remache a instalar.
Existen distintos tipos de herramientas: neumáticas, manuales y eléctricas. Tienen la ventaja de ser portátiles y solo se necesita una persona para manejarlas.
Las herramientas neumáticas son quizás el método más común de instalación de remaches ciegos. Permiten el intercambio rápido de cabeza para adaptarse a distintos tamaños de remaches, y a diferencia de las manuales, tienen un funcionamiento muy rápido. Las de tipo manual se limitan generalmente a la instalación de remaches de diámetros más pequeños o fabricados con materiales más blandos como las aleaciones de aluminio.

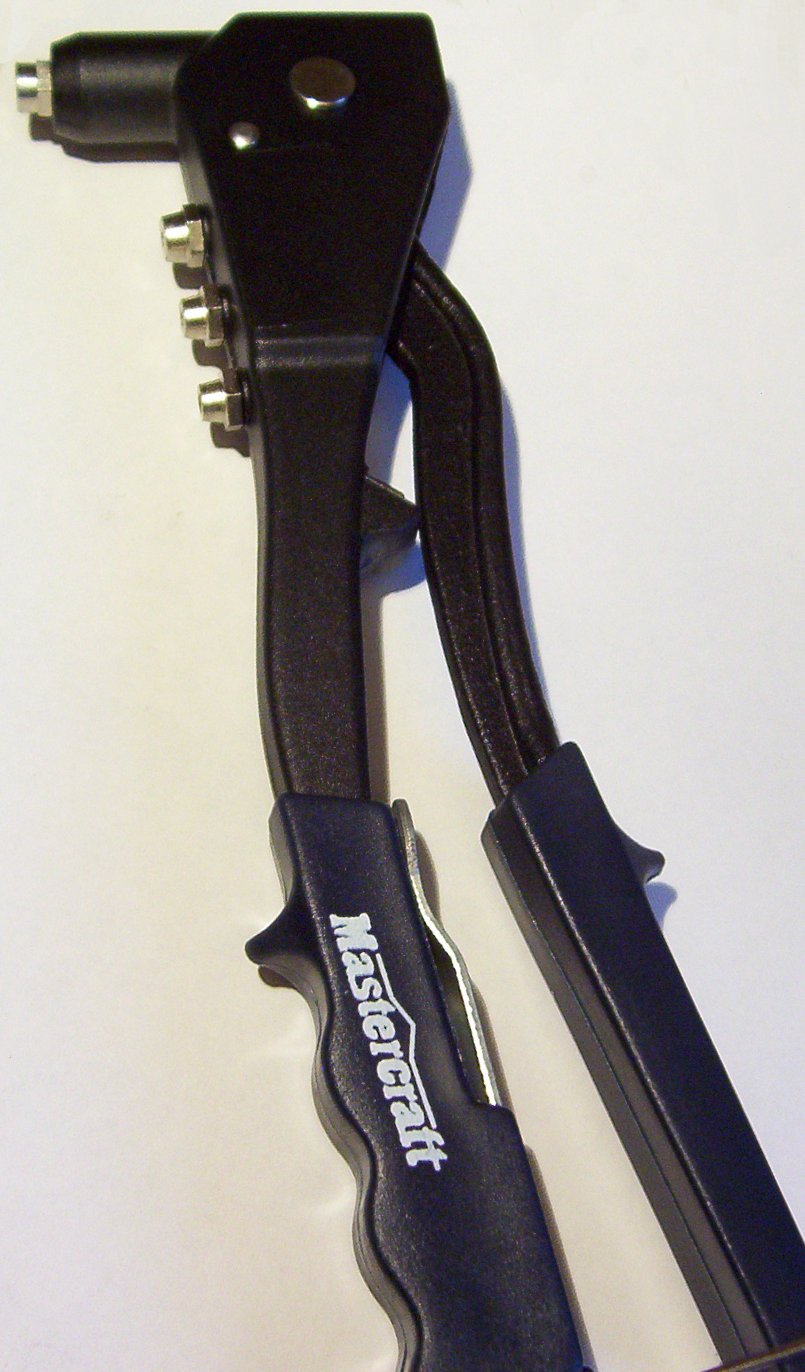
Remachadora manual.

## Normativa y estándares existentes
Las especificaciones y normas americanas son publicadas por Industrial Fasteners Institute, Department of Defense y Aerospace Standards Committee. Estas normas fijan el uso predominante de remaches con un  diámetro de 1/8,5/32,3/16 y 1/4 de pulgada. Un  resumen de las principales normas industriales predominantes se muestran el la tabla inferior.
| Nº Especificación | Título                                                                  |
| ----------------- | ----------------------------------------------------------------------- |
| IFI-114           | Standard for break mandrel blind rivets                                 |
| IFI-116           | Standard for structural self plugging pull mandrel blind rivets-type 23 |
| IFI-117           | Standard for pull through mandrel blind rivet                           |
| IFI-123           | Standard for drive pin blind rivets                                     |
| IFI-126           | Standard for break mandrel closed end blind rivets                      |
| NAS 1740          | Rulbed mechanically locked spindle self-plugging blind rivet            |
| MIL-R-24243       | General specification for retained mandrel non-structural blind rivet   |
| MIL-R-8814        | Non-structural type blind rivet                                         |

Los remaches ciegos para aplicaciones aeroespaciales están sometidos a la normativa MIL-HDBK-5 Metallic Materials and Elements for Aerospace Vehicle Structures, donde se fijan los valores admisibles de carga y resistencia para el diseño.
La normativa española que regula este tipo de remaches es publicada por Aenor a través de las principales normas:
UNE-EN ISO 14588:2002: Remaches ciegos. Terminología y definiciones.
UNE-EN ISO 14589:2002: Remaches ciegos. Ensayos mecánicos.
También se pueden encontrar normas específicas para distintos remaches según el tipo de vástago y cabeza.